# Cabrera (República Dominicana)
Cabrera es un municipio de la República Dominicana, que está situada en la provincia de María Trinidad Sánchez.

## Toponimia
Debe su nombre al héroe de la restauración de la república José Cabrera Gómez,  el cual murió en 1884. 
Cabrera fue creado (siete años después de la muerte del héroe) en momentos de mucha efervescencia en favor de la causa restauradora, a eso se debe su nombre, lo mismo ocurre con el Himno Nacional Dominicano, escrito y compuesto en el mismo periodo, el mismo está lleno de alusiones a esa gesta y a la independencia nacional.

## Geografía
El municipio está ubicado en la costa nordeste del país, a tres horas y media de Santo Domingo (en autobús), ciudad capital de la República Dominicana, al este de la Bahía Escocesa y Samaná y al oeste de Espaillat, a tan solo 38 kilómetros del municipio de Nagua, cabecera de la provincia María Trinidad Sánchez. Limita al oeste con el municipio de Río San Juan, al sur con Nagua al norte y al este tiene el Océano Atlántico. Cabrera delimita en su costa la Bahía Escocesa, la cual se extiende por 70 kilómetros hasta Cabo Cabrón, en la Península de Samaná. 
Cabrera posee una ubicación privilegiada en el nordeste de la República Dominicana, a tan solo 115 kilómetros (72 millas) del Banco de la Plata, el cual junto al Banco de la Navidad y la Bahía de Samaná, componen el Área Protegida o Santuario marino de protección de las ballenas Yubartas o Jorobadas, con una superficie de 19,438 millas cuadradas, la más grande del país. 
Este municipio cuenta con importantes atractivos naturales como playa El Diamante, Arroyo Salado, Caletón Grande, playa El Bretón, Laguna El Dudú entre otras. Frente a la costa atlántica. Posee, adicionalmente, lugares como el parque nacional Cabo Francés Viejo.
La ley 654 del 24 de abril de 1974, que crea la “Zona Reservada o Parque Nacional Cabo Francés Viejo y su adyacente playa El Bretón”, tiene un solo considerando que dice: “…que el Cabo Francés Viejo y su adyacente playa El Bretón, en la costa norte del territorio nacional, constituyen sitios de extraordinaria belleza natural, que es necesario preservar en su estado primitivo para recreo y admiración de todos cuantos tienen el privilegio de disfrutar de sus atractivos”. La misma prohíbe todo tipo de construcción o tala de árboles en la Zona Reservada, la cual posee acantilados de gran belleza, con la flora y fauna que caracteriza la biodiversidad de todo bosque húmedo subtropical, que es imperante en la zona de reserva.

Clima

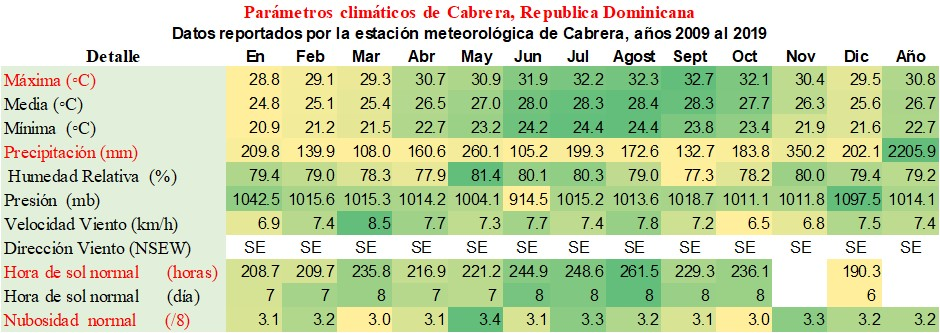
Estadísticas sobre clima en Cabrera, según Onamet

Cabrera tiene un clima Húmedo Tropical (Clasificación climática de Köppen); su régimen de lluvia es estable, la precipitación media anual acumulada para los años 2009-2019, es de 2,205.9 mm, igual a 86.85 pulgadas, los meses que registran más lluvia son noviembre, diciembre, enero (invierno) y el mes de mayo de cada año, según la Oficina Nacional de Meteorología (ONAMET)
Siempre según la ONAMET, la temperatura máxima promedio anual registrada es de 30.8 °C, la media 30.8 °C y la mínima 22.7 °C, según datos recolectados en la estación meteorológica local, durante los años 2009-2019, el periodo de más calor en cada año va desde abril a octubre, coincidente con las estaciones primavera verano y otoño. Para los mismos años la humedad relativa promedio registrada fue de 79.2%, la humedad relativa es variable, tiende a subir durante el trimestre mayo julio, baja a partir de agosto y sube de nuevo en el mes de noviembre.
Los vientos predominantes son los vientos alisios del estesureste, a una velocidad promedio anual de 7.4 km/h, para el periodo 2013 2019
Las horas de sol tienden a subir más a partir del mes de marzo hasta octubre, según datos de la ONAMET, lo cual coincide con las estaciones primavera verano otoño de cada año. La nubosidad normal promedio es 3.2 octavos, lo cual representa poco menos de la mitad de la bóveda celeste.

## Límites
Municipios limítrofes:
|                     | Norte: Océano Atlántico   |                        |
| Oeste: Río San Juan |                           | Este: Océano Atlántico |
|                     | Sur: Río San Juan y Nagua |                        |

## Distritos municipales
Está formado por los distritos municipales de:
| Nombre        | Código   |
| ------------- | -------- |
| Cabrera       | 03140201 |
| Arroyo Salado | 03140202 |
| La Entrada    | 03140203 |

## Historia
El municipio fue creado como Puesto Cantonal el 1 de junio de 1891, según ley 3023 Archivado el 1 de noviembre de 2020 en Wayback Machine., del Congreso Nacional, con el nombre de Cabrera; la Constitución de 1907, introduce la División Política de Común, derogando los antiguos Cantones. Antes de su creación como municipio se conocía con el nombre de Sección de Tres Amarras, en honor al cabo orográfico de Tres Amarras. En dicho lugar, según la historia, durante el primer viaje el Almirante Cristóbal Colón, buscó refugio y debió reforzar las amarras de sus embarcaciones para no zozobrar.
Para el año 1834, Cabrera era una sección del puesto militar de Matanzas, de la Común de San Francisco de Macorís, provincia La Vega; en 1907 pasó a formar parte del distrito Pacificador (actual provincia Duarte); en 1947 fue parte de la provincia de Samaná y el 20 de marzo de 1958 (ley 4882 Archivado el 1 de noviembre de 2020 en Wayback Machine.), cuando se crea la provincia María Trinidad Sánchez, termina siendo uno de sus municipios.
La ley 4882 Archivado el 1 de noviembre de 2020 en Wayback Machine., establecía la división política de Cabrera, como cabecera, y las Secciones de Abreu, Arroyo Salado, Caya Clara, La Entrada, La Jagüita y El Jamo.
La ley 601 de 1944 Archivado el 1 de noviembre de 2020 en Wayback Machine. establecía el territorio perteneciente al municipio de Río San Juan como Distrito Municipal de Cabrera, hasta el año 1958, cuando se crea la Provincia María Trinidad Sánchez
La actual división política del Municipio de Cabrera esta regido por las leyes 122-00 y 23-01. El 8 de diciembre del año 2000, la ley 122, estableció el Distrito Municipal de Arroyo Salado Archivado el 1 de noviembre de 2020 en Wayback Machine., con las Secciones:  Baoba del Piñal, San Isidro y Payita; el 1 de febrero del año 2001, según ley 23-01, según ley 23-01, se estableció el Distrito Municipal de La Entrada Archivado el 1 de noviembre de 2020 en Wayback Machine., con las Secciones de: Caño Azul Colorado y La Capilla

## Economía
Al ser un campo, sus principales rubros de producción lo constituyen la ganadería, la pesca, agricultura y el turismo. El turismo registra gran auge por la llegada constante de turistas extranjeros, los cuales en muchos casos hacen inversiones en el municipio y se quedan como residentes en la zona. 
Cabrera forma parte junto con Nagua del Polo Turístico IX, según Decreto n.º 199-99, de fecha 4 de mayo de 1999, lo que le genera adicionalmente un gran atractivo para las inversiones en este importante sector de la economía nacional. Es una fuente principal de turismo.

## Festividades
Una de las tradiciones más relevantes lo constituyen la celebración de las fiestas patronales de la Virgen de Las Mercedes, el 24 de septiembre de cada año y la celebración del “Día de los Cabrereños Ausentes”, en el último fin de semana del mes de julio.

## Hermanamiento
- Torreblanca, España, desde el 4 de febrero de 2006.